# یوناس هوفمان
یوناس هوفمان (آلمانی: Jonas Hofmann؛ زادهٔ ۱۴ ژوئیهٔ ۱۹۹۲) یک بازیکن فوتبال اهل آلمان است که اکنون در پست هافبک برای تیم بروسیا مونشن‌گلادباخ بازی می‌کند.
از باشگاه‌هایی که در آن بازی کرده‌است می‌توان به بروسیا مونشن‌گلادباخ، باشگاه هوفنهایم، باشگاه بروسیا دورتموند، ماینتس ۰۵ و تیم ملی فوتبال زیر ۲۱ سال آلمان و تیم ملی آلمان اشاره کرد.